# プラット・アンド・ホイットニー/アリソン 578-DX
プラット & ホイットニー/アリソン 578-DXはターボファンとターボプロップのハイブリッドでプロップファンとして知られる実験的な航空機用エンジンである。578-DXはプラット・アンド・ホイットニーとアリソンの合弁事業として開発された。競合するゼネラル・エレクトリック GE-36 UDFとは異なり、578-DXは低圧タービンとプロップファンブレード間に減速ギアボックスを備えた従来の設計を踏襲した。騒音に関する検討と航空用燃料相場の大幅な下落によりNASAは計画への予算を打ち切った。
1989年にエンジンは11.6 ftのプロップファンを装備して改良されたMD-80に搭載して試験が実施された。

## 仕様諸元
一般的特性
- 形式: プロップファン
- 全長:
- 直径:
- 乾燥重量:

構成要素
- 圧縮機:
- 使用燃料: 航空用ケロシン MIL-F-5624E / JP-4 / JP-5

性能
- 推力: 20,000 lb
- 出力重量比:

出典: Air Progress